# كاميرون روس مكينتوش
كاميرون روس مكينتوش هو سياسي كندي، ولد في 7 يوليو 1871 في المملكة المتحدة، وتوفي في 8 أغسطس 1971 في كندا. حزبياً، نشط في الحزب الليبرالي الكندي. وقد انتخب عضو مجلس العموم الكندي.